# Tristichotrochus
Tristichotrochus is een geslacht van weekdieren uit de klasse van de Gastropoda (slakken).

## Soorten
- Tristichotrochus aculeatus (G. B. Sowerby III, 1912)
- Tristichotrochus consors (Lischke, 1872)
- Tristichotrochus crossleyae (E. A. Smith, 1910)
- Tristichotrochus gendalli (Marshall, 1979)
- Tristichotrochus haliarchus (Melvill, 1889)
- Tristichotrochus shingawaensis (Tokunaga, 1906)
- Tristichotrochus tosaensis Kuroda & Habe, 1961
- Tristichotrochus unicus (Dunker, 1860)

### Synoniemen
- Tristichotrochus amamiensis Sakurai, 1994 => Calliostoma amamiense (Sakurai, 1994)
- Tristichotrochus canaliculatus Sasao & Habe, 1973 => Calliostoma canaliculatum (Sasao & Habe, 1973)
- Tristichotrochus galea Sakurai, 1994 => Calliostoma galea (Sakurai, 1994)
- Tristichotrochus hayamanus Kuroda & Habe, 1971 => Calliostoma hayamanum (Kuroda & Habe, 1971)
- Tristichotrochus ikukoae (Sakurai, 1994) => Otukaia ikukoae Sakurai, 1994
- Tristichotrochus iris Kuroda & Habe in Habe, 1961 => Calliostoma iris (Kuroda & Habe, 1961)
- Tristichotrochus iwaotakii Azuma, 1961 => Calliostoma iwaotakii (Azuma, 1961)
- Tristichotrochus katoi Sakurai, 1994 => Calliostoma katoi (Sakurai, 1994)
- Tristichotrochus koma Shikama & Habe, 1965 => Calliostoma koma (Shikama & Habe, 1965)
- Tristichotrochus levibasis Kuroda & Habe, 1971 => Calliostoma levibasis (Kuroda & Habe, 1971)
- Tristichotrochus margaritissimus Habe & Okutani, 1968 => Calliostoma margaritissimum (Habe & Okutani, 1968)
- Tristichotrochus mikikoae Kosuge & Oh-Ishi, 1970 => Calliostoma mikikoae (Kosuge & Oh-Ishi, 1970)
- Tristichotrochus nakamigawai Sakurai, 1994 => Calliostoma nakamigawai (Sakurai, 1994)
- Tristichotrochus problematicus Kuroda & Habe, 1971 => Calliostoma problematicum (Kuroda & Habe, 1971)
- Tristichotrochus sakashitai Sakurai, 1994 => Calliostoma sakashitai (Sakurai, 1994)
- Tristichotrochus sugitanii Sakurai, 1994 => Calliostoma sugitanii (Sakurai, 1994)
- Tristichotrochus takaseanus Okutani, 1972 => Calliostoma takaseanum (Okutani, 1972)
- Tristichotrochus tsuchiyai Kuroda & Habe, 1971 => Calliostoma tsuchiyai (Kuroda & Habe, 1971)
- Tristichotrochus uranipponensis Okutani, 1969 => Calliostoma uranipponense (Okutani, 1969)